# تطور التكاثر الجنسي
يصف تطور التكاثر الجنسي تطور الكائنات المتكاثرة جنسيا من سلف مشترك حقيقي النواة وحيد الخلية، مع ملاحظة أن القليل من الأنواع قد فقد بشكل ثانوي القدرة على التكاثر الجنسي كشبيه العلقة (بالإنجليزية: Bdelloidea)‏ وبعض النباتات التي تثمر عذريا (بالإنجليزية: parthenocarpic plant)‏.
يشمل الحديث عن تطور الجنس موضوعين نشأة الجنس واستمراره, ولأنه يصعب تجريب فروض نشأة الجنس معمليا (خارج إطار الحساب التطوري (بالإنجليزية: Evolutionary computation)‏) فقد ركز معظم العمل الحالي على تفسير استمرار الجنس.
لقد ظل استمرار التكاثر الجنسي لغزا من الألغاز الكبرى لعلم الأحياء -لأن التكاثر اللاجنسي يمكنه إنتاج النسل بسرعة أكبر؛ لامتلاك جميع الأفراد القدرة على الإنتاج على عكس التكاثر الجنسي. لكن يشير بحث منشور سنة 2015 إلى أن الاصطفاء الجنسي يمكنه تفسير بقاء التكاثر الجنسي في الحيوان.
لا بد وأن التكاثر الجنسي يوفر للنوع مميزات كبيرة للصلاحية، لأنه وبالرغم من تكلفة الطيتين (بالإنجليزية: the two-fold cost)‏ للتكاثر الجنسي (أي احتياج التكاثر الجنسي إلى ضعف العدد) فإنه يسود بين الأحياء متعددة الخلايا، مما يشير إلى أن مميزات الصلاحية التي يوفرها تفوق التكلفة.
قد تكون هذه الصلاحية ناتجة عن كون التكاثر الجنسي مشتق من التوليف الجيني حيث يعاد ترتيب المحتوى الجيني للوالدين ويورث للذرية، أما التكاثر اللاجنسي فيعتمد على النسخ (بالإنجليزية: Replication)‏ حيث يكون النسل نسخة طبق الأصل من الوالد. على عكس النسخ فإن التوليف يوفر آليتين لاحتمال الخطأ (بالإنجليزية: fault-tolerance)‏ على المستوى الجزيئي:
- إصلاح للدنا التوليفي (بالإنجليزية: recombinational DNA repair)‏ (يعزز أثناء الانقسام الميوزي لأن الكروموسومات المتناظرة (بالإنجليزية: Homologous chromosome)‏ تقترن في ذلك الوقت)
- والتكامل (بالإنجليزية: complementation)‏ (المعروف أيضا بتفوق الهجين (بالإنجليزية: heterosis)‏ أو تغطية الطفرات)

ربما ساهم التكاثر الجنسي في تطور الازدواجية الشكلية، حيث تبنت الأفراد في نوع ما خطط مختلفة للإستثمار الأبوي. فتبنى الذكور خططا باستثمار أقل في الأمشاج المفردة ومعدل طفرات أعلى، بينما قد تستثمر الإناث بصورة أكبر وتعمل على حفظ حلول أكثر تكيفا.

## نظرة تاريخية
يمكن تتبع شعلة البحث العلمي والفلسفي فيما يتعلق بموضوع تطور الجنس إلى إراسموس داروين في القرن الثامن عشر، ويظهر أيضا في كتابات أرسطو. أخذ الشعلة بعدهم أوغست وايزمان في 1889؛ حيث جادل أن الهدف من الجنس هو خلق اختلاف وراثي. على جانب الآخر انتهى تشارلز داروين إلى أن قوة الهجين (التكامل) جيد كفاية كتفسير لنشوء الجنسين.
قدم أحيائيون منهم ويليام دونالد هاملتون، وأليكسي كوندراشوف، وجورج كريستوفر ويليامز، وهاريس بيرنستاين، وكارول بيرنستاين، ومايكل م كوكس، وفريدريك أ هوبف، وريتشارد إ ميتشود- تفسيرات كثيرة لتفسير كيف استمر التكاثر الجنسي في شريحة واسعة من الكائنات الحية.

## مساوئ الجنس والتكاثر الجنسي
سيركز هذا القسم لفترة وجيزة على المساوئ الظاهرية للتكاثر الجنسي مقارنة بالمزايا النسبية للتكاثر اللاجنسي. وباعتبار أن التكاثر الجنسي يكثر في الكائنات متعددة الخلايا، فإن هذا القسم يتبعه نظرة عامة مطولة على النظريات التي تهدف إلى توضيح مزايا الجنس والتكاثر الجنسي.

### الزيادة في النسل وتكلفة الجنس
يزداد النسل في التكاثر اللاجنسي بسرعة أكبر مع كل جيل. لنفترض امتلاك النسل بأكمله في بعض الأنواع النظرية 100 كائن إجمالي مكوّن من جنسين (أي الذكور والإناث) بنسبة 50:50 من الذكور إلى الإناث، وفقط الإناث هي من تحمل الذرية. إذا تكاثر جميع الأفراد القادرين من هذا النسل مرة واحدة، سيتولد ما مجموعه 50 فرداً جديداً (الجيل F1). لنقارن هذه النتيجة مع أنواع لا جنسية، حيث يكون كل فرد من النسل المقدر بـ 100 كائن قادراً على الإنجاب. إذا تكاثر جميع الأفراد القادرين من هذا النوع اللاجنسي مرة واحدة، سيتولد ما مجموعه 100 فرد جديد. يشار أحياناً إلى هذه الفكرة على أنها تكلفة ذات شقين للإنجاب الجنسي. ووصفها (جون ماينارد سميث) لأول مرة رياضياً. جاء في مخطوطته نظرة عن تأثير طفرة غير جنسية ناشئة في مجتمع جنسي، مما يسمح بكبح الانقسام الاختزالي ويسمح للبيض بالتطور عن طريق الانقسام الفتيلي إلى ذرية مطابقة وراثياً للأم. سيضاعف النسل المتحول–اللاجنسي تمثيله في الأفراد كل جيل بنسبٍ متساوية. أما من الناحية الفنية، لا تكمن المشكلة في التكاثر الجنسي وإنما في وجود مجموعة فرعية من الكائنات الحية غير قادرة على حمل الذرية.
في الواقع، تشارك بعض الكائنات متعددة الخلايا (أي في تكاثر متماثل الأمشاج) في عملية التكاثر الجنسي ولكن جميع أعضاء هذا النوع قادرون على حمل الذرية. تفترض العيوب التناسلية ذات الشقين أن الذكور لا يساهمون إلا بالجينات في ذريتهم، وتهدر الإناث نصف إمكاناتهن الإنجابية على الأبناء. وبالتالي، وفقاً لهذه الصيغة، تتمثل التكاليف الرئيسية للجنس في ضرورة تكاثر الذكور والإناث بنجاح (ويشمل ذلك إنفاق الطاقة).

### الجينات السيتوبلازمية (الهيولية) الأنانية
يتطلب التكاثر الجنسي انفصال الكروموسومات والأليلات وإعادة تجميعها في كل جيل، ولكن لا تنتقل كل الجينات إلى النسل. يسبب انتشار الطفرات انتقالاً غير عادل على حساب أقرانها الطبيعية، ويشار إلى الطفرات بالـ “أنانية” لأنها تعزز انتشارها على حساب الأليلات البديلة أو الكائن الحي المضيف، وتشمل هذه الجينات السيتوبلازمية الأنانية وعوامل الانقسام المنصف النووية. تُعرف الأخيرة أنها جينات تشوه الانقسام المنصف لإنتاج الأمشاج الحاوية على نفسها. أما الجين السيتوبلازمي الأناني، فهو جين يقع في عضية أو بلازميدة أو طفيلي داخل الخلايا، ويقوم بتعديل التكاثر ليسبب زيادة في عدده على حساب الخلية أو الكائن الحي الذي يحتضنه.

### الانتقال بالوراثة وتكلفة الجنس
ينقل الكائن التناسلي الجنسي نحو 50% فقط من مادته الوراثية إلى كل ذرية. وذلك نتيجة لكون الأمشاج فردية الصيغة الصبغية عند الأنواع التي تتكاثر عن طريق الاتصال الجنسي. بالطبع، لا ينطبق ذلك على جميع الكائنات الجنسية. فهناك العديد من الأنواع الجنسية التي لا تملك مشكلة فقدان وراثي، لأنها لا تولّد ذكوراً أو إناثاً. فالخميرة، على سبيل المثال، هي عبارة عن كائنات جنسية متماثلة الأمشاج لها نوعان من التزاوج، يتم خلالهما دمج وإعادة توحيد الجينومات فردية الصيغة الصبغية. ويتكاثر كلا الجنسان خلال المرحلتين الفردية والمضاعفة لدورة حياتهما ولديهما فرصة في نقل جيناتهما إلى الذرية بنسبة 100%.
تتجنب بعض الأنواع تكلفة نسبة الـ 50% المتعلقة بالتكاثر الجنسي، على الرغم من امتلاك هذه الأنواع «جنس» (بمعنى إعادة التركيب الجيني). ويحدث الجنس والتكاثر بشكل منفصل في هذه الأنواع (على سبيل المثال: البكتيريا والهدبيات والسوطيات الدوارة والدياتوم).

## مزايا الجنس والتكاثر الجنسي
يشمل مفهوم الجنس ظاهرتين أساسيتين: العملية الجنسية (دمج المعلومات الوراثية لشخصين) والتمايز الجنسي (فصل هذه المعلومات إلى جزأين). واعتماداً على وجود أو عدم وجود هاتين الظاهرتين، يمكن تقسيم طرق التكاثر الحالية إلى أشكال غير جنسية وخنثى ومتعددة.
العملية الجنسية والتمايز الجنسي ظاهرتان مختلفتان، ومتعارضتان تماماً في جوهرهما. تخلق الأولى وتزيد تنوع الأنماط الجينية، وتقلل الثانية تلك الأنماط بمقدار النصف.
إن مزايا التكاثر لدى الكائنات اللاجنسيه هي كمية السلالة، ومزايا التكاثر عند الخنثى هي القدر الأقصى من التنوع. بينما يؤدي الانتقال من حالة الخنثى لحالة ثنائي الجنس إلى فقدان ما لا يقل عن نصف التنوع. لذا، فإن القضية الرئيسية هي شرح المزايا التي يوفرها التمايز الجنسي، بمعنى شرح الفوائد الناتجة عن جنسين منفصلين مقارنة بالخنثى بدلاً من شرح فوائد الأشكال الجنسية (خنثى + ثنائي الجنس) مقارنة بغير الجنسية.
من المعروف أن التكاثر الجنسي لا يرتبط بأية مزايا تناسلية واضحة بالمقارنة مع التكاثر اللاجنسي. وإن أخذنا هذا الأمر بعين الاعتبار، فمن المفترض وجود بعض المزايا المهمة إذاً في عملية التطور.

### مزايا بسبب الاختلاف الوراثي
هناك 3 أسباب محتملة تفسر حدوث اختلاف وراثي: أولاً، يمكن للتكاثر الجنسي أن يجمع بين آثار طفرتين مفيدتين في نفس الفرد (أي يساعد الجنس في انتشار الصفات النافعة). وليس بالضرورة أن تحدث الطفرات واحدة تلو الأخرى في خط واحدٍ من السلالة.
ثانياً، تجمع الأفعال الجنسية طفرات ضارة حالياً لخلق أفراد غير مؤهلين يستبعدون لاحقاً من الذرية (أي يساعد الجنس في إزالة الجينات الضارة). مع ذلك، وعند الكائنات الحاوية على مجموعة واحدة فقط من الكروموسومات، سيُقضى على الطفرات الضارة فورياً، وبالتالي فإن إزالة الطفرات الضارة هي فائدة غير ضرورية للتكاثر الجنسي.
أخيراً، يخلق الجنس مجموعات جينية جديدة ربما تكون أكثر ملاءمة من المجموعات الموجودة سابقاً، أو ربما تؤدي ببساطة إلى انخفاض المنافسة بين الأقارب.
أما بالنسبة للميزات الناتجة عن إصلاح الحمض النووي، فهناك فائدة كبيرة وفورية لإزالة تلف الحمض النووي عن طريق إصلاحه تهجينياً أثناء الانقسام المنصف. حيث تتيح إزالته بقاء الذرية على قيد الحياة لامتلاكها حمضاً نووياً طبيعي. تساعد ميزة التتام لدى كل شريك جنسي في تجنب ظهور الآثار السيئة لجيناتهم المتنحية الضارة في الذرية حيث تقوم الجينات السائدة والطبيعية، والتي سيشارك بها الشريك الآخر، بعملية حجب للجينات الضارة.
تُقسم فئات الفرضيات تلك القائمة على خلق التباين والتمايز. وربما يكون أي عدد من هذه الفرضيات صحيحاً في أي نوع من الأنواع (أي لا يستبعد بعضها بعضاً)، وقد تُطبق فرضيات مختلفة على أنواع مختلفة أيضاً. ومع ذلك، لم يُعثر على إطار بحثي قائم على خلق التباين ويسمح للمرء بتحديد ما إذا كان سبب الجنس عالمياً لجميع الأنواع الجنسية أم لا. وإذا لم يكن كذلك، فما هي الآليات التي تعمل في كل نوع؟
من ناحية أخرى، فإن ممارسة الجنس على أساس إصلاح الحمض النووي وتكميله ينطبق على نطاق واسع على جميع الأنواع الجنسية.

## أسئلة
حاول علماء الأحياء الإجابة على بعض الأسئلة ومنها:
- لماذا يوجد التكاثر الجنسي مع أنه يؤدي إلى خسارة 50% بالمقارنة مع التكاثر اللاجنسي؟[10]
- هل نشأت أنواع الجاميتات كنتيجة للتكاثر متباين اللاقحة، أم تطورت قبله؟[11][12]
- لماذا تستخدم معظم ال الكائنات الجنسية نظام تزاوج ثنائي؟[13] أو لماذا تمتلك بعض الكائنات شكلين من الجاميتات؟